# Giovanni Angelo Cesaris

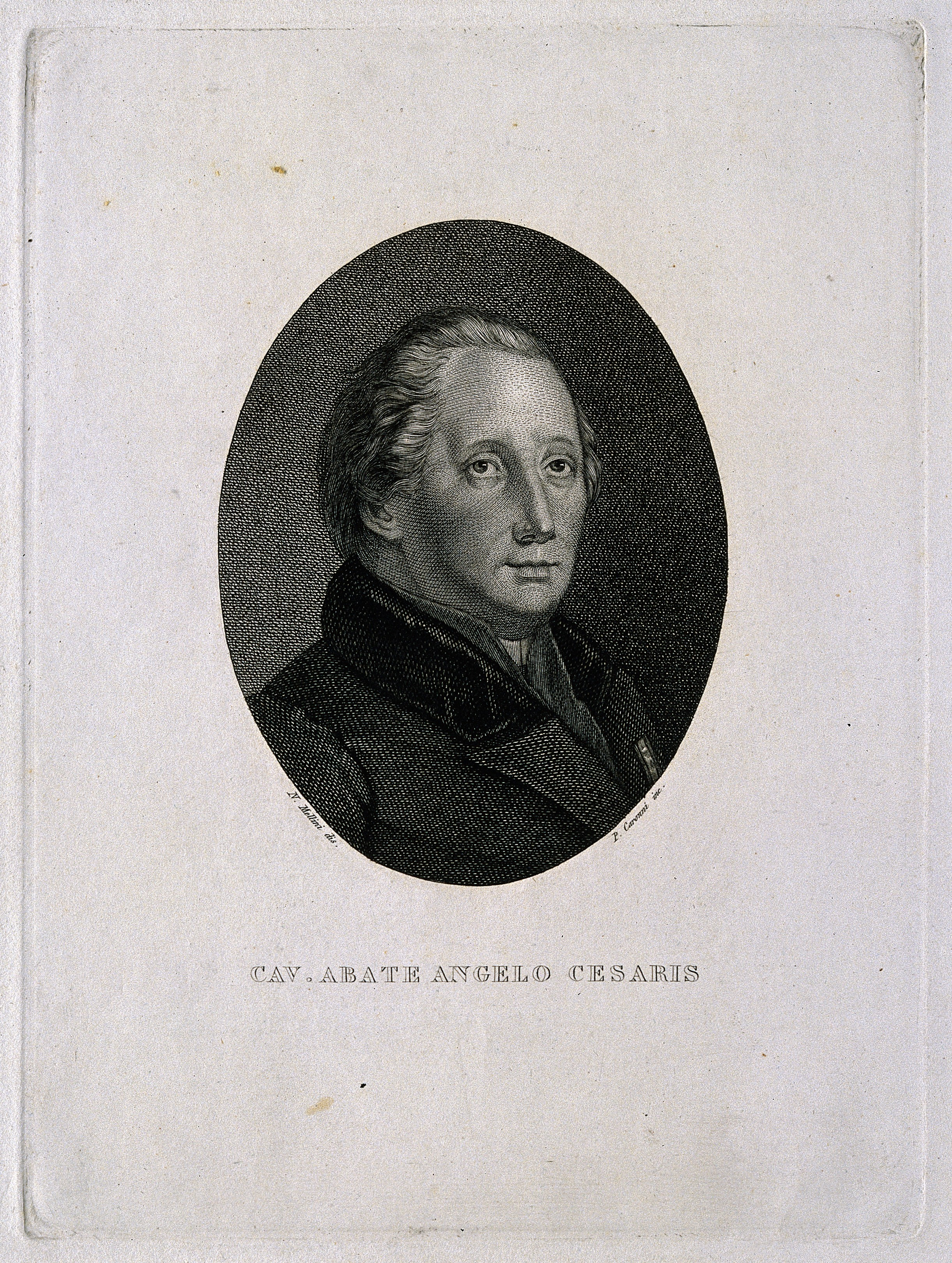
Giovanni Angelo Cesaris

Giovanni Angelo Cesaris [tje-], italiensk astronom, född 1749, död 1832 som direktor för Milanos observatorium, redigerade från 1775 till sin död Effemeridi di Milano, varuti han offentliggjorde åtskilliga uppsatser.